# フローンデル・スチュアート
フローンデル・ジェローム・スチュアート（英語: Freundel Jerome Stuart、1951年4月27日 - ）は、バルバドスの政治家。2010年10月23日、デイヴィッド・トンプソン首相が膵癌のため死去したのに伴い首相職を継承し、2018年まで務めた。民主労働党 (DLP) 所属。

## 経歴
英領バルバドスのセント・フィリップ教区生まれ。2010年10月現在独身だが娘が一人おり、バルバドスの西インド諸島大学ケイヴ・ヒル・キャンパスで社会学を学んでいる。
自身はキリスト教基礎学校、西インド諸島大学を卒業し、同大学から政治学、法学の学士号を取得。弁護士になり、刑法と会社法をマスターした。いくつかの自治体組織を支援し、現在はデイレルズ連帯コミュニティクラブとノートル・ダム・スポーツクラブのスポンサーになっている。
セント・マイケル南選挙区選出の国会議員。2010年5月、膵癌にかかったトンプソン首相の代行に就いた。10月23日にトンプソンが死去すると、その日の朝、首都ブリッジタウンの党本部で開かれた党幹部の緊急会議で次期首相に選出され、クリフォード・ハズバンズ総督から即日承認された。2018年5月24日の議会選挙で野党・バルバドス労働党に全30議席を独占され、民主労働党は全ての議席を失う大惨敗。翌25日、ミア・モトリー新首相の就任に伴い退任した。